# کلیساهای شرقی کوچک
کلیساهای شرقی کوچک (انگلیسی: The Lesser Eastern Churches)، کتابی است از آدریان فورتسکیو که در لندن در سال ۱۹۱۳ منتشر شده است. این کتاب حاوی مطالب زندگی‌نامه ای مربوط به مقدسین زیر است:
- مارآبا